# Вали-ду-Пажеу
Вали-ду-Пажеу (порт. Microrregião do Vale do Pajeú) — микрорегион в Бразилии. Входит в штат Пернамбуку. Составная часть мезорегиона Сертан штата Пернамбуку.

## Состав микрорегиона
В составе микрорегиона  включены следующие муниципалитеты:
1. Брежинью
2. Калумби
3. Флорис
4. Игуараси
5. Ингазейра
6. Итапетин
7. Кишаба
8. Серра-Тальяда
9. Солидан